# Kamień z Dighton

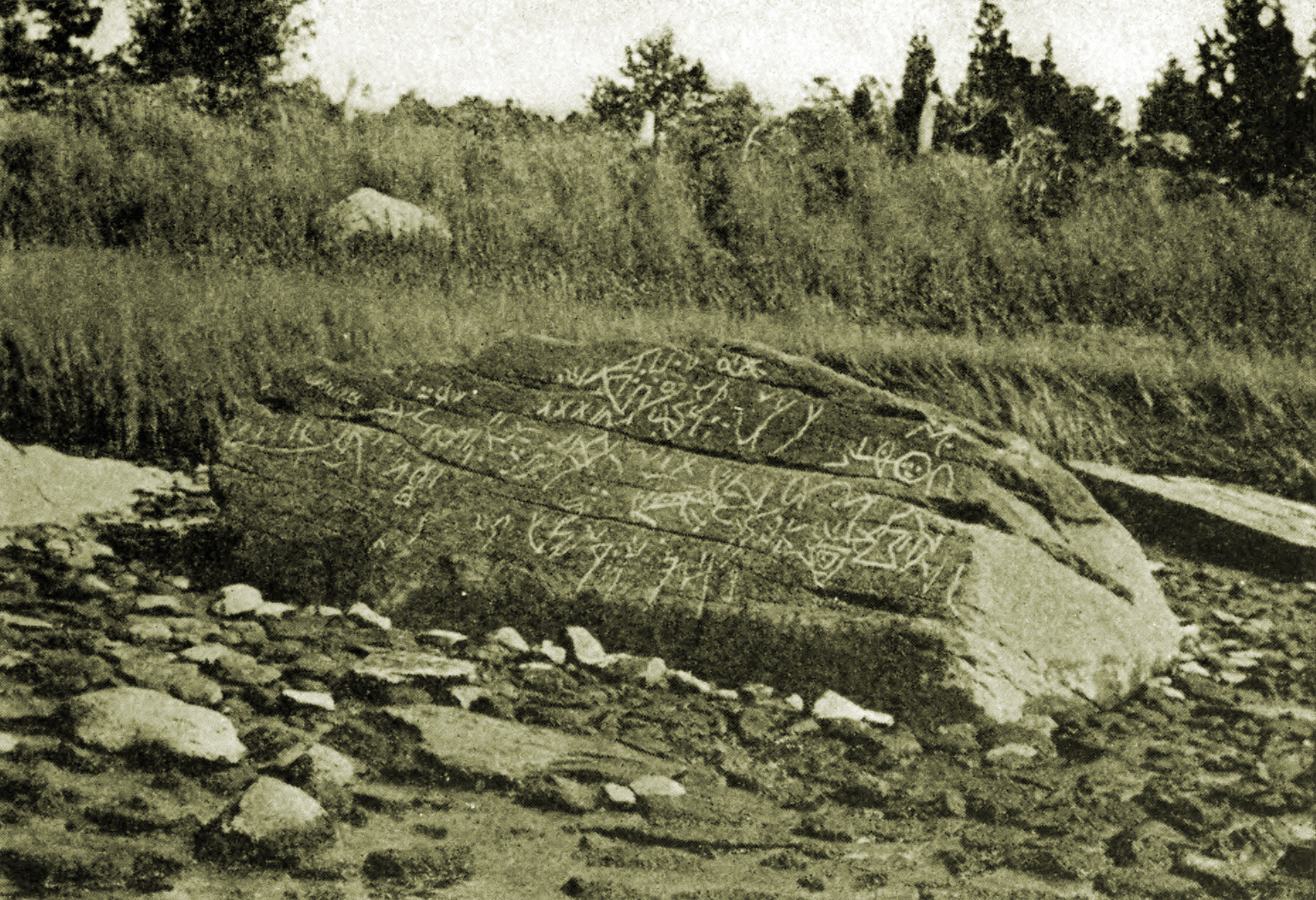
Kamień z Dighton, fotografia z 1893 roku

Kamień z Dighton – ważący 40 ton głaz pochodzący znad brzegu rzeki Taunton w Berkley w amerykańskim stanie Massachusetts. Pokryty jest tajemniczymi petroglifami, uważanymi przez badaczy za częściowe archeologiczne fałszerstwo. Obecnie umieszczony jest na ekspozycji w lokalnym muzeum.
Mimo iż na terenie Ameryki Północnej znane są podobne indiańskie petroglify, kamień z Dighton stał się przedmiotem pseudohistorycznych spekulacji, przypisujących autorstwo rysunków rzekomym prekolumbijskim odkrywcom Nowego Świata. Wiązano go z wikingami, mieszkańcami Półwyspu Iberyjskiego, a według Gavina Menziesa wykonali je Chińczycy z mającej opłynąć świat wyprawy Zheng He. Zdaniem naukowców są to autentyczne indiańskie petroglify, które zostały jednak w znacznym stopniu sfałszowane. W 1680 roku jeden z angielskich osadników, John Danforth, wykonał szkice pokrywających kamień rytów. Ilustracje Danfortha znacznie różnią się jednak od współcześnie znajdujących się na powierzchni kamienia petroglifów. Dało to podstawę to wysunięcia zarzutu, iż zwolennicy historii alternatywnej celowo „poprawiali” ryty.